# Polyblastus pallicoxa
Polyblastus pallicoxa là một loài tò vò trong họ Ichneumonidae.